# Lukovo (Senj)
Lukovo is een plaats in de gemeente Senj in de Kroatische provincie Lika-Senj. De plaats telt 36 inwoners (2001).